# 山川京子
山川 京子（やまかわ きょうこ、1921年8月25日 - 2014年3月20日）は、歌人。
東京府出身。旧姓：田中。松本清張の父・峯太郎の弟・田中嘉三郎の娘で、つまり清張の従妹にあたる。國學院大學文学部国文科卒。中河幹子、折口信夫に師事した。同じく折口門下の詩人・山川弘至と結婚するが、45年夫が戦死。「をだまき」をへて1954年「桃」を創刊。伝統性を尊重しロマン主義をめざす。
大本の信者で、教団の教育機関・梅松塾の第三代塾長を務めた。

## 著書
- 『新月 歌集』白藤書社 1947
- 『白鳥 歌集』をだまき社 をだまき叢書 1951
- 『愛恋譜』私家版、1960
- 『山川京子歌集』桃の会 1994
- 『桃 歌集』短歌新聞社 2000
- 『風の音 山川京子歌集』短歌新聞社 新現代歌人叢書 2005